# Celeus torquatus
Celeus torquatus е вид птица от семейство Picidae.

## Разпространение
Видът е разпространен в Бразилия, Венецуела, Гвиана, Суринам и Френска Гвиана.